# Philip Heintz
Philip Heintz (ur. 21 lutego 1991 w Mannheim) – niemiecki pływak specjalizujący się w stylu zmiennym i motylkowym, wicemistrz świata i mistrz Europy na krótkim basenie.

## Kariera pływacka
W 2012 roku na igrzyskach olimpijskich w Londynie zajął 27. miejsce w konkurencji 200 m stylem zmiennym, uzyskawszy czas 2:01,32.
Rok później, na mistrzostwach świata w Barcelonie na dystansie 100 m stylem motylkowym uzyskał czas 52,37 i uplasował się na 14. pozycji. Kilka miesięcy później, podczas mistrzostw Europy na krótkim basenie w Herning triumfował na 200 m stylem zmiennym.
Na mistrzostwach Europy w Berlinie w 2014 roku z czasem 1:58,17 zdobył w tej konkurencji srebrny medal.
W 2016 roku podczas igrzysk olimpijskich w Rio de Janeiro zajął szóste miejsce na dystansie 200 m stylem zmiennym, poprawiając z czasem 1:57,48 rekord Niemiec. Cztery miesiące później, na mistrzostwach świata na krótkim basenie w Windsorze zdobył w tej konkurencji srebrny medal, uzyskawszy czas 1:52,07.